# Поду-Броштень
Поду-Броштень, Поду-Броштені (рум. Podu Broșteni) — село у повіті Арджеш в Румунії. Адміністративно підпорядковане місту Костешть.
Село розташоване на відстані 103 км на захід від Бухареста, 13 км на південь від Пітешть, 94 км на північний схід від Крайови, 117 км на південний захід від Брашова.

## Населення
За даними перепису населення 2002 року у селі проживали 498 осіб, усі — румуни. Усі жителі села рідною мовою назвали румунську.